# Adrien-Loius Daumas
Adrien-Loius Daumas, francoski general, * 1. maj 1882, † 21. avgust 1944.